# NGC 385
NGC 385 је елиптична галаксија у сазвежђу Рибе која се налази на NGC листи објеката дубоког неба.
Деклинација објекта је + 32° 19' 10" а ректасцензија 1h 7m 27,2s. Привидна величина (магнитуда) објекта NGC 385 износи 13,0 а фотографска магнитуда 14,0. Налази се на удаљености од 64,025 милиона парсека од Сунца. NGC 385 је још познат и под ознакама UGC 687, MCG 5-3-56, CGCG 501-85, ARP 331, VV 193, 4ZW 38, Z 0104.7+3203, PGC 3984.